# Rau de Grandvoir
El Rau de Grandvoir (en való Ru d'Granvwar) és un riu de Bèlgica que neix al nord de Grandvoir d'una sèrie de rius-font que baixen de l'altiplà meridional de les Ardenes i que desemboca al Vierre, un afluent del Semois, a la frontera dels nuclis de Martilly (municipi de Herbeumont) i Nevraumont (Bertrix) a la província de Luxemburg.

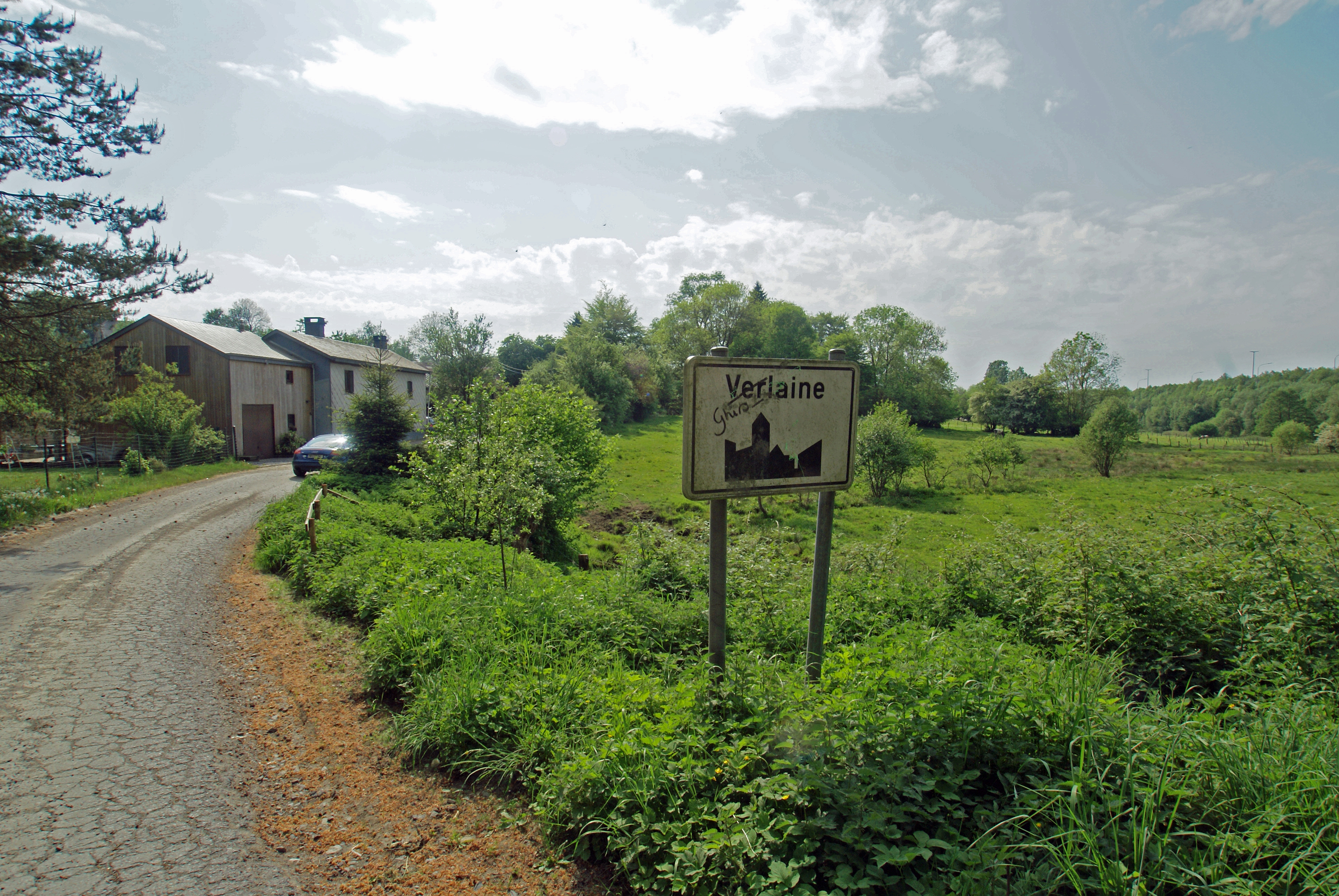
Uns dels rius-font a Verlaine
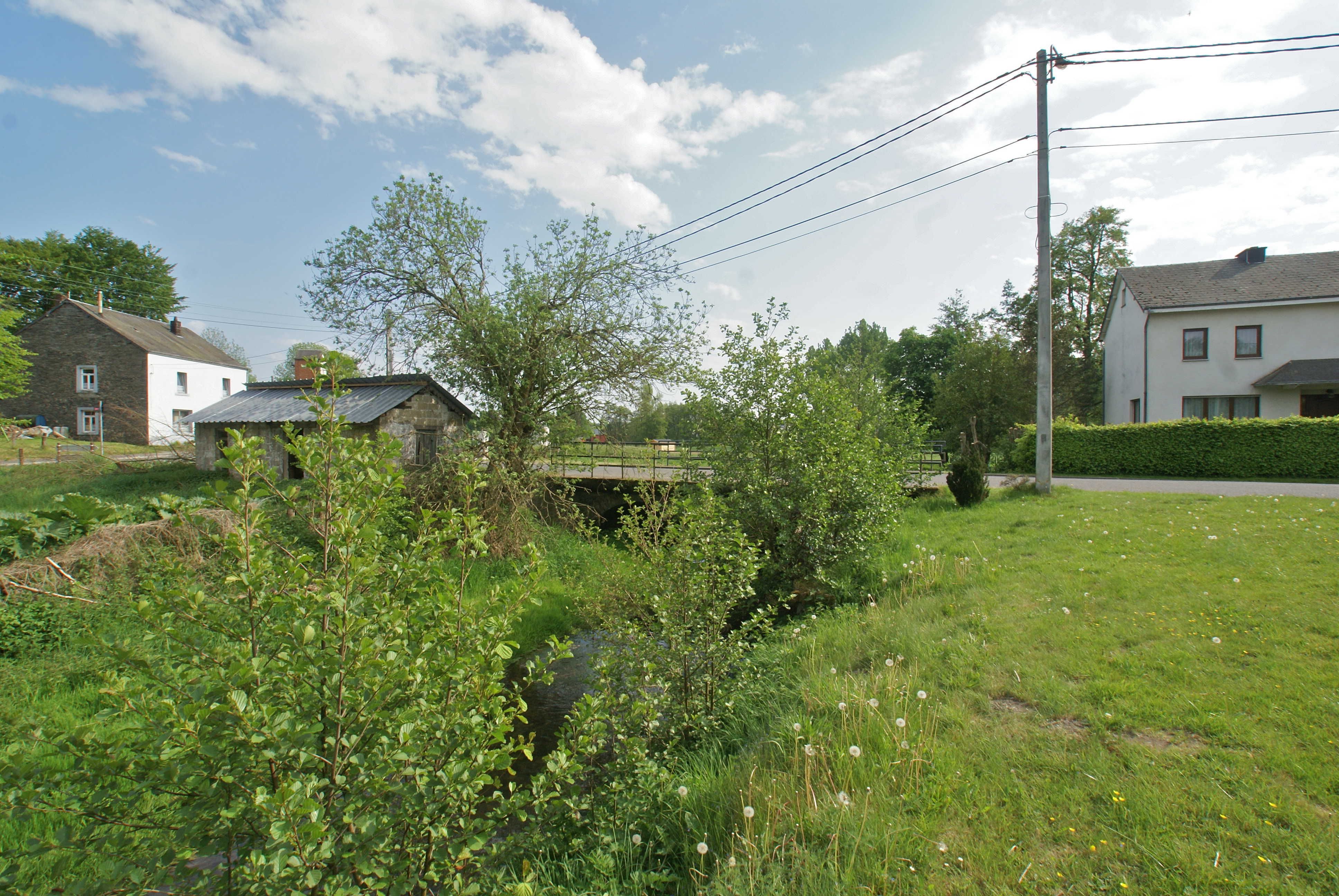
Pont al carrer Les Arcades a Grandvoir
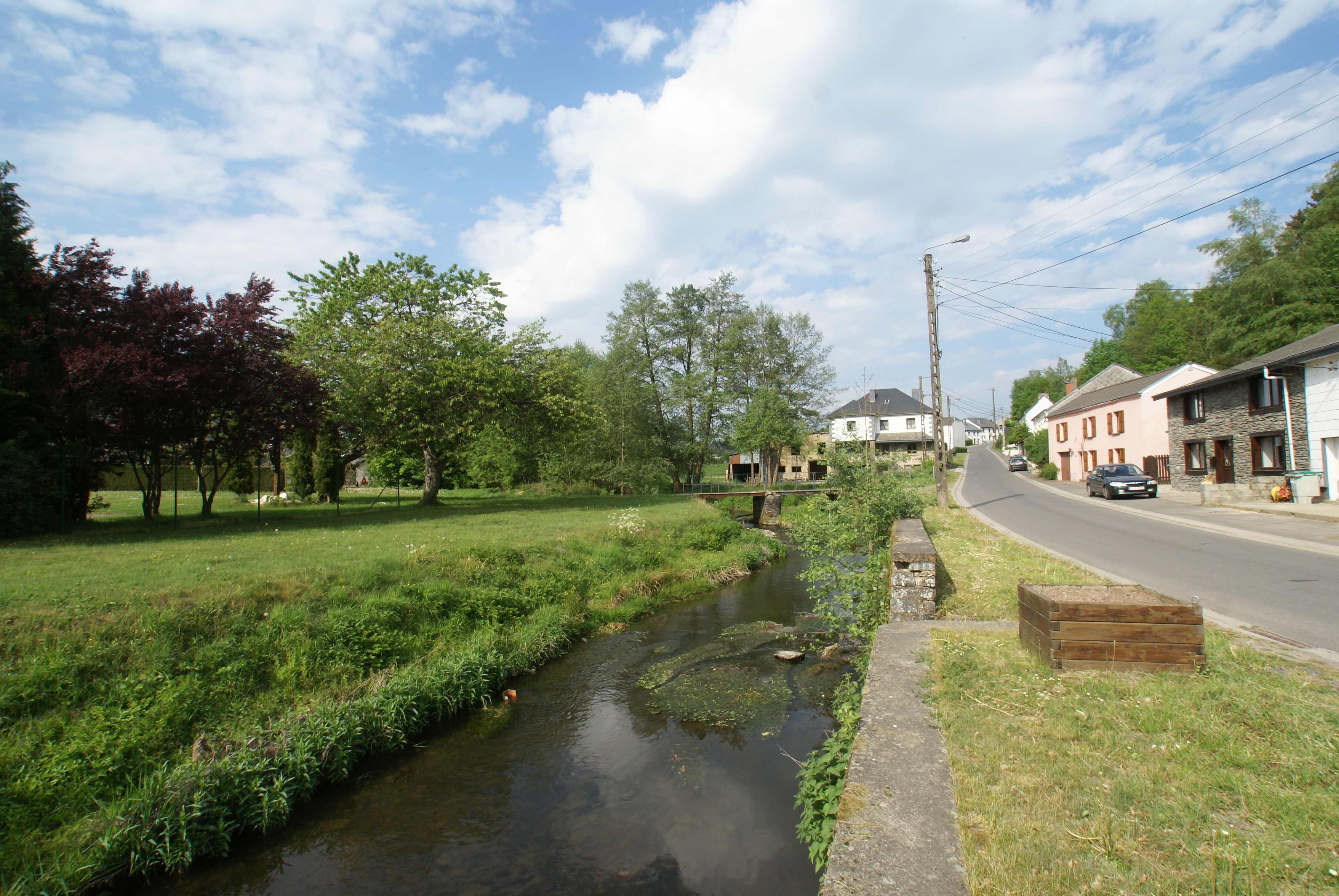
Pont per a vianants a Grandvoir

## Curiositat
- El safareig a la riba del riu a Grandvoir

## Afluents
- Rau de Lôhièpré
- Rau des Gruserelles[2]

- Rau du Pré du Fol

## Enllaços i referències
1. ↑  Earthtools
2. ↑  Pays de la forêt d'Anlier, Taula d'informació al centre de Grandvoir

 A Wikimedia Commons hi ha contingut multimèdia relatiu a: Rau de Grandvoir

| \| \| Afluents del Mosa en orde davall->damunt \| |                                          |
| Dieze - Niers - Swalm - Roer - Geleenbeek- Geul - Jeker - Voer - Berwijn - Julienne - Llègia - Ourthe - Hoyoux - Mehaigne - Samson -Sambre - Bocq - Burnot - Molignée - Lesse - Viroin - Semois - Bar - Kuer (Chiers) |                                          |
| Vegeu també : • Mosa • França • Bèlgica • Països Baixos |                                          |
| | Afluents del Mosa en orde davall->damunt |